# Arthur Malcolm Trustram Eve
Arthur Malcolm Trustram Eve, britanski general, * 8. april 1894, † 3. december 1976.